# Špýchar Strzybnik
Špýchar Strzybnik, polsky Spichlerz Strzybnik, Spichrz Strzybnik nebo Spichlerz dworski, se nachází na ulici Parkowa ve vesnici Strzybnik, ve gmině Rudnik, okres Ratiboř, Slezské vojvodství, jižní Polsko. Je to velká historická sýpka, která prošla rekonstrukcí a je památkově chráněná.

## Historie a popis díla
Špýchar Strzybnik je vzácnou stavbou na pomezí dřevěných a zděných konstrukcí zemědělských staveb a jako součást panského komplexu, který patřil k blízkému zámku Strzybnik. Má 4 patra a byl postaven v roce 1815 jako srubová stavba, později také částečně zděná. V roce 1956 prošel rekonstrukcí a je částečně pokryt plechem.

## Další informace
Místo není volně přístupné.
V blízkosti se také nachází novobarokní Bývalá kovárna Strzybnik.

## Galerie

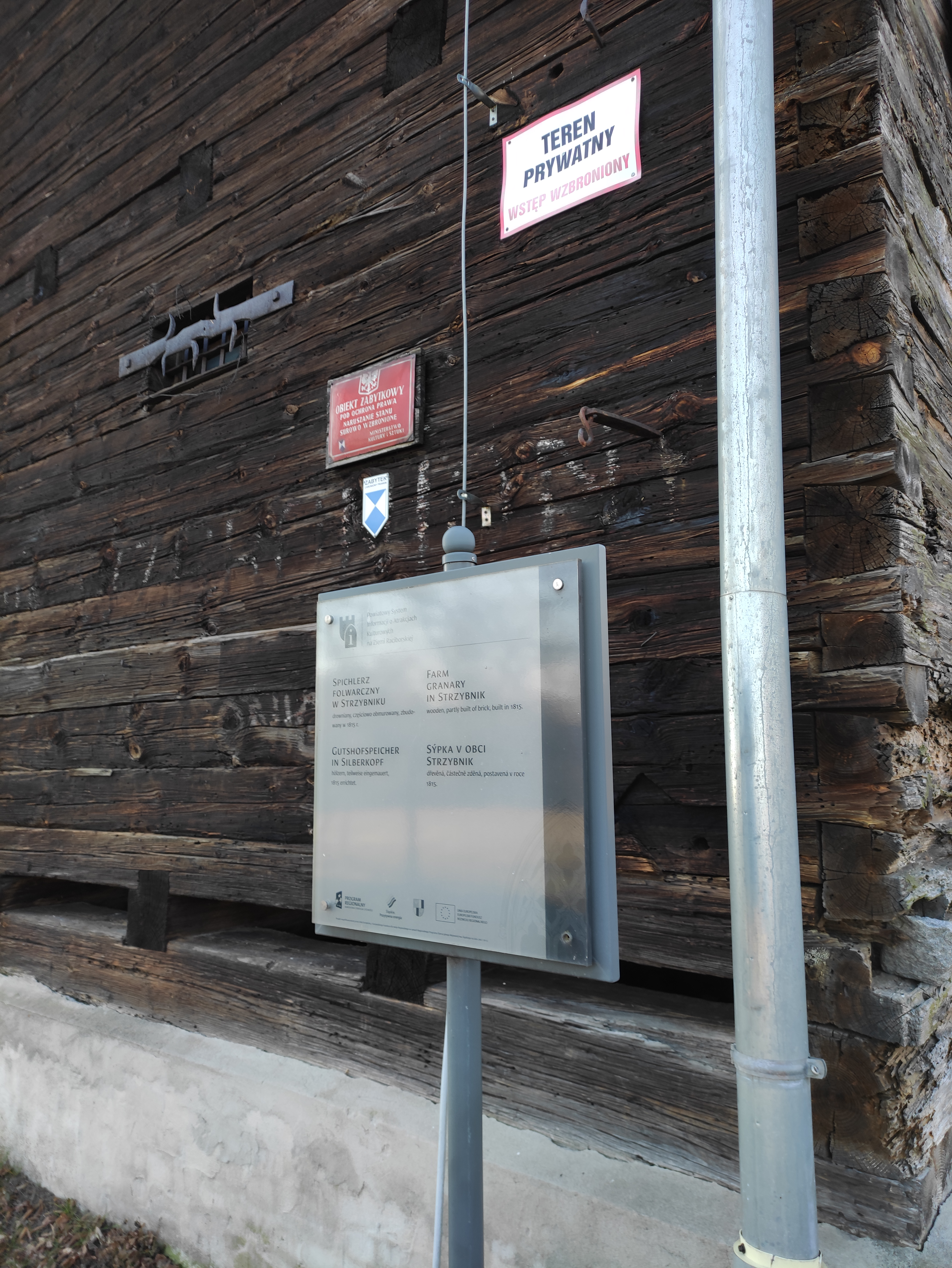
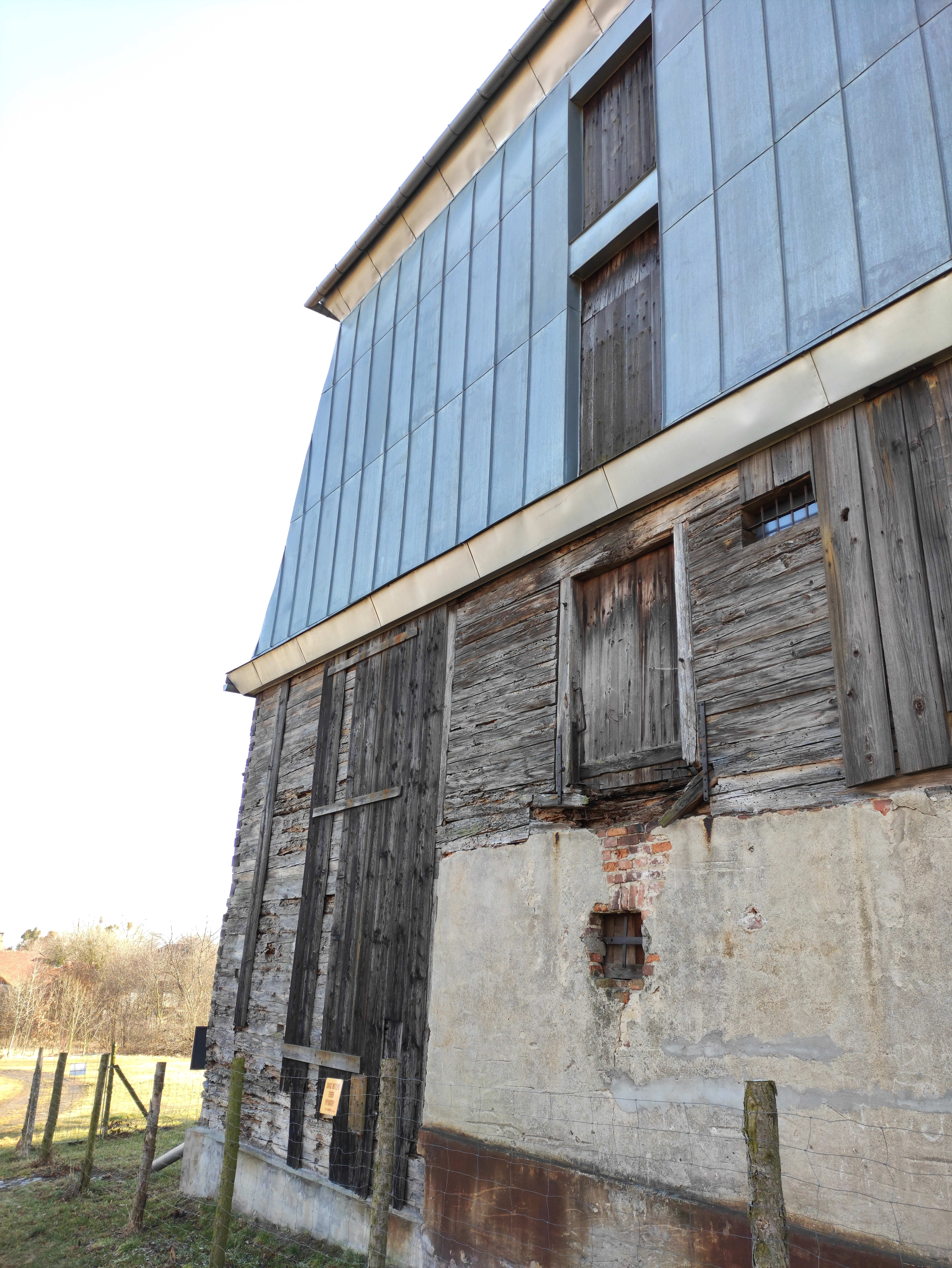
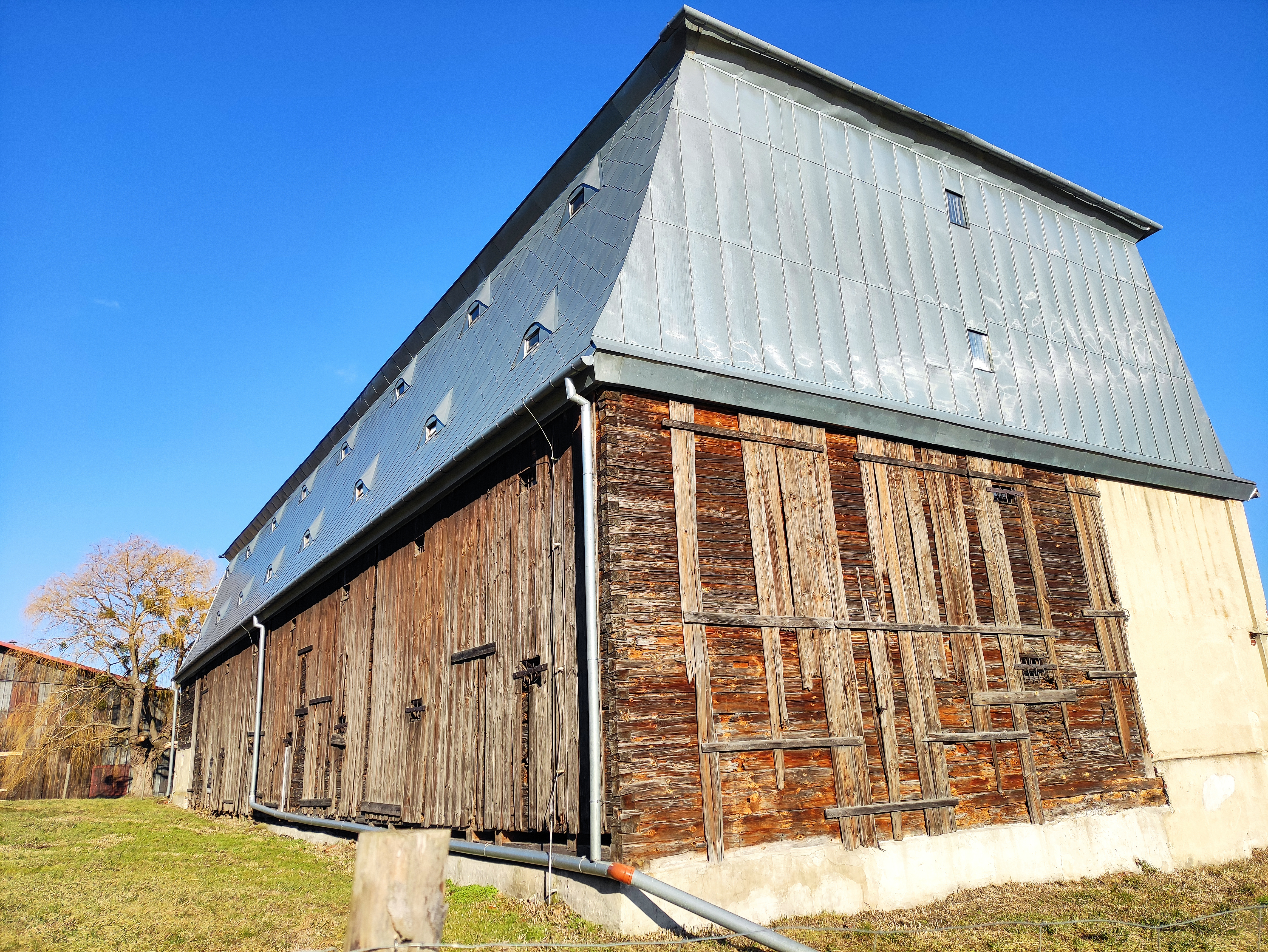
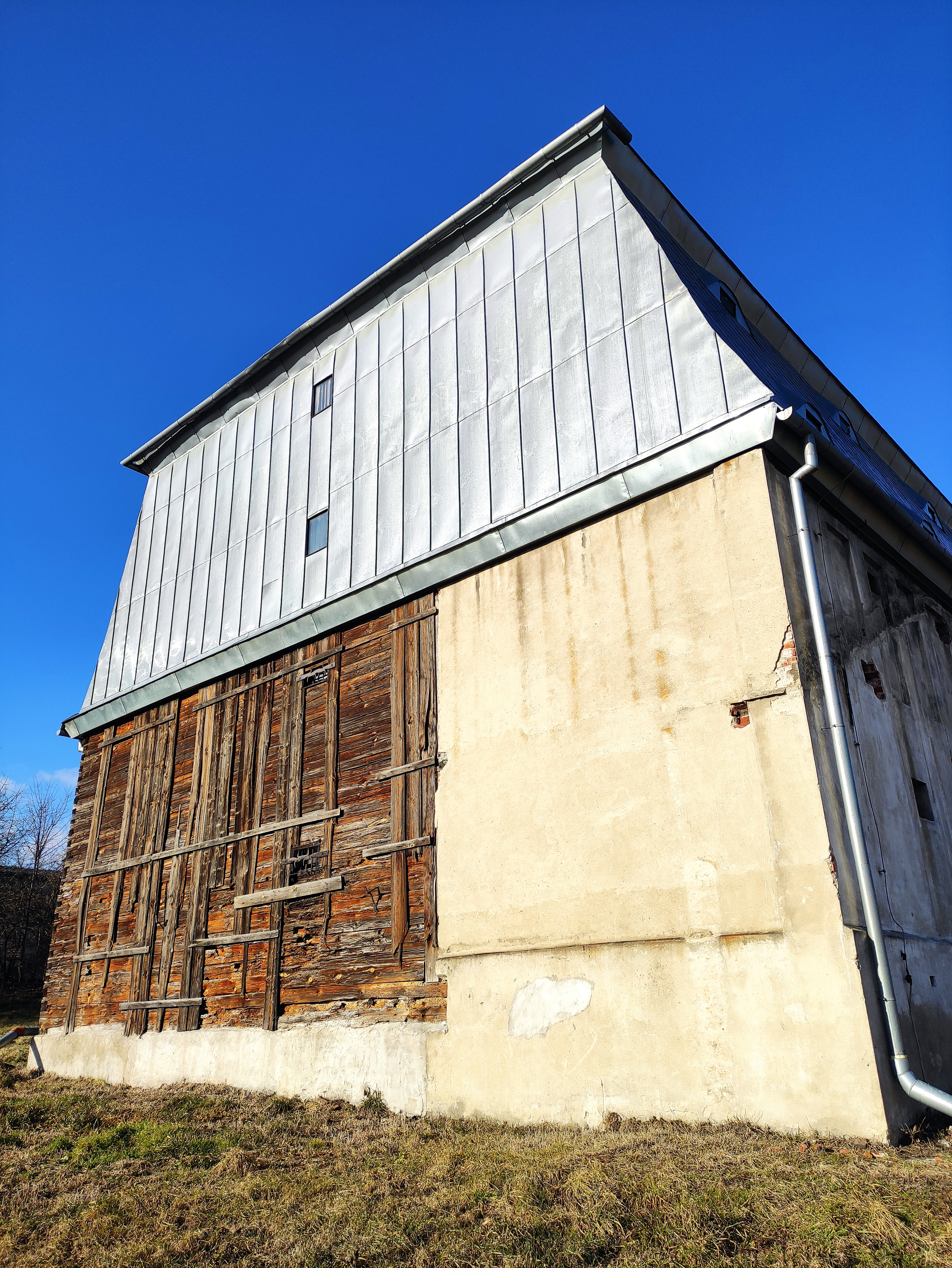
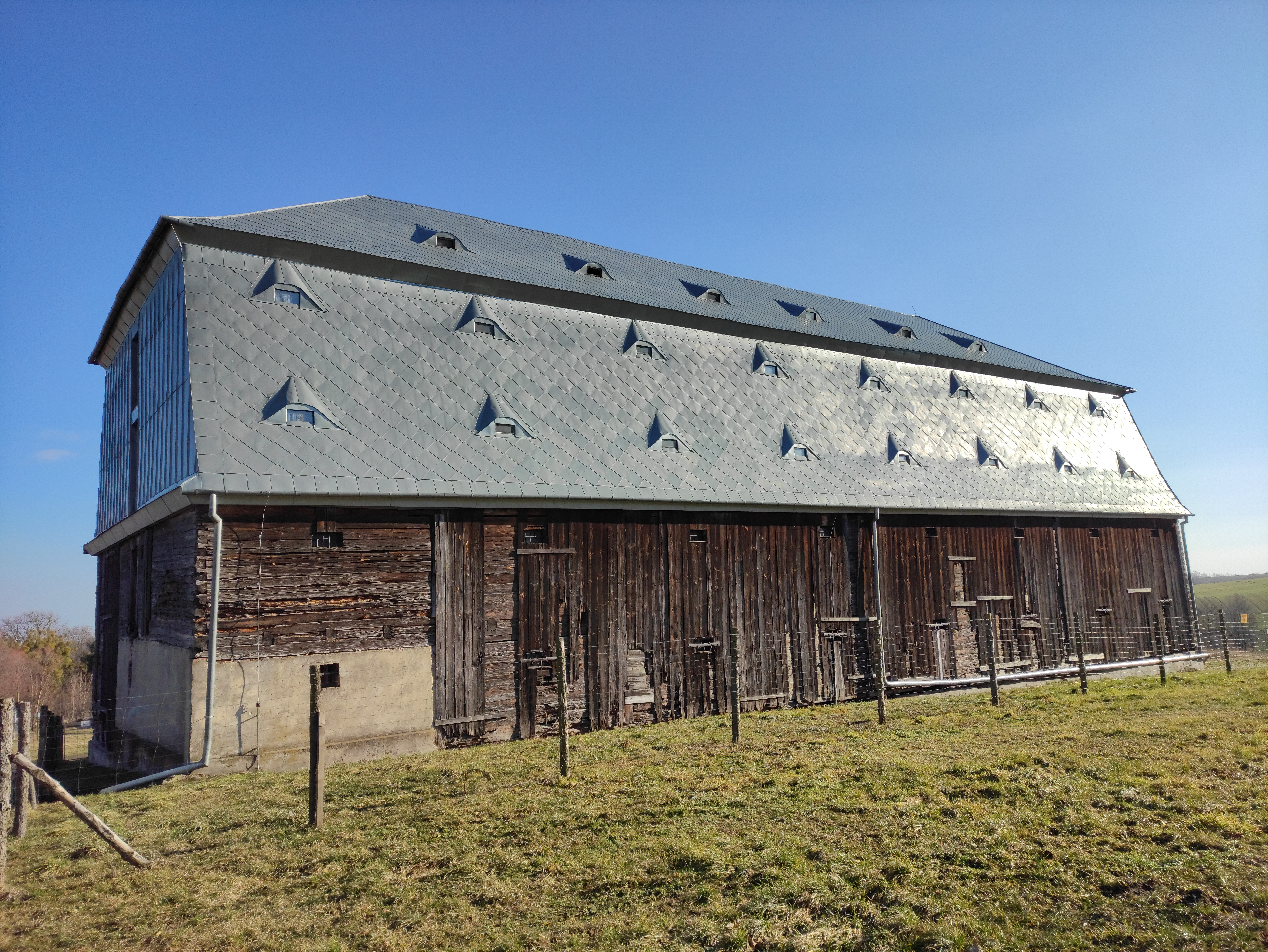
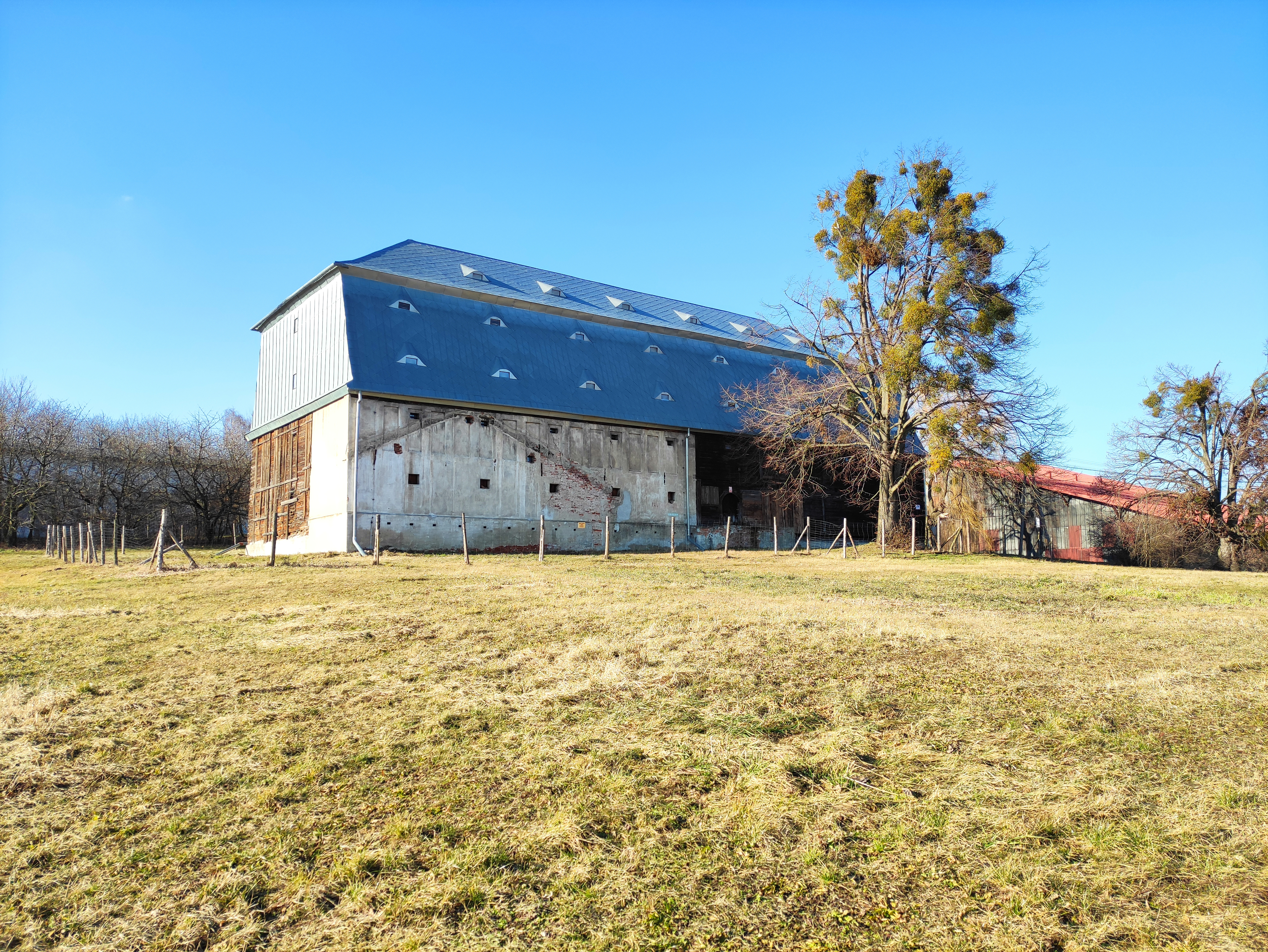
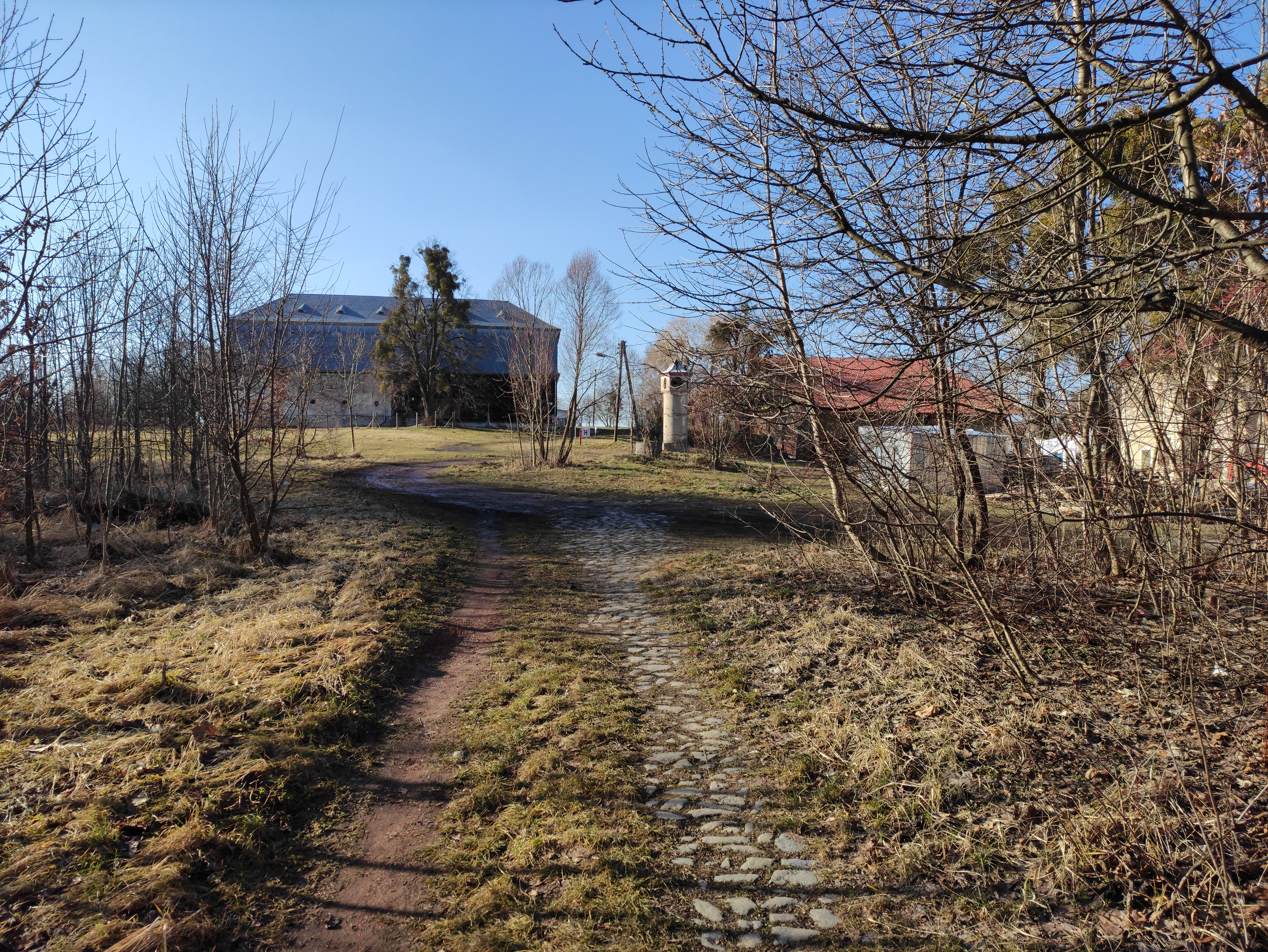